# Ufo (boîte de nuit)
Pour les articles homonymes, voir Ufo.
L'Ufo (également mis en forme UFO) est un club acid house, qui a existé entre 1988 et 1990 à Berlin, en Allemagne. 
Premier club à organiser des soirées acid house, il est considéré comme un lieu pionnier de la scène techno pendant la réunification de l'Allemagne,,.
Les résidents et DJ invités du club comprenaient, entre autres Tanith, Jonzon, Rok, Dr. Motte, Mike van Dijk et le jeune Kid Paul, âgé de 13 ans à l'époque.

## Histoire

### Ufo
Les militants de la techno Achim Kohlenberger, Dimitri Hegemann et l'ancienne étudiante en histoire Carola Stoiber fondent le club Ufo en 1988 à Berlin-Ouest ; la première année, il est situé au no 6 de la Köpenicker Straße, à Kreuzberg, près de Schlesisches Tor, dans le sous-sol d'un ancien immeuble résidentiel que leur label de musique électronique Interfisch avait loué comme siège. À l'origine, ils ouvrent le club sous le nom de « Fischbüro ».
La salle du sous-sol avait une échelle pour y accéder et une cuisine improvisée sur le côté du bâtiment, elle a une hauteur de plafond d'environ 1,90 mètre et peut accueillir jusqu'à 100 personnes. En 1989, elle accueille l'after party de la première Love Parade.

### Ufo 2
Lorsque les autorités découvrent que le club organise illégalement des soirées acid house, le club déménage et travaille finalement dans un ancien bâtiment commercial situé dans la Großgörschenstraße à Schöneberg, juste avant la chute du mur en 1989. Entre-temps, des soirées Ufo ont été organisées dans différents endroits et les lieux étaient généralement indiqués par des indices cachés dans l'émission du samedi The Big Beat animée par Monika Dietl, de la station de radio pour adolescents SFB Radio 4U,. En janvier 1990, DJ Tanith crée son émission régulière du mercredi, Cyberspace.
Après la fermeture du club en 1990, les propriétaires ouvrent l'année suivante le club Tresor, qui devient l'un des clubs techno les plus célèbres au monde. 